# So Bring It On
«So Bring It On» es un sencillo o canción promocional. Su premier se celebró en Radio Disney el 25 de agosto de 2007, promoviendo de esta forma la publicidad de su álbum TCG. Sin embargo, su promoción ganó mucha fama, obteniendo apenas notoriedad en el norte de América, y siendo casi desconocida en Latinoamérica.

## Video
El vídeo musical hizo oficialmente su premier en Disney Channel el 7 de septiembre de 2007, consistiendo en un photo-collage de las chicas presentando So Bring It On en la ceremonia de apertura en los Disney Channel Games 2007, combinado con videoclips de la película original de Disney Channel, Brujillizas 2.
- Datos: Q9290796